# Saṃhitā
Il termine Saṃhitā, trascrizione di un sostantivo femminile sanscrito (in scrittura devanāgarī: संहिता), adattato anche in Samhita, indica una qualsiasi raccolta ordinata di versi o testi. Ha anche altri significati, quale "congiunzione", "connessione", e in senso lato anche "scienza".
Note sono le Saṃhitā dei Veda, raccolte di versi (o mantra): esse ne costituiscono la parte più antica.
Le Saṃhitā dei Veda sono:
- Ṛgveda Saṃhitā nel Ṛgveda
- Atharvaveda Saṃhitā nell'Atharvaveda
- Sāmaveda Saṃhitā nel Sāmaveda
- Taittirīya Saṃhitā nel Kṛṣṇa Yajurveda (Yajurveda)
- Maitrāyaṇi Saṃhitā nel Kṛṣṇa Yajurveda (Yajurveda)
- Kapiṣṭhala-Kaṭha Saṃhitā nel Kṛṣṇa Yajurveda (Yajurveda)[4]
- Vājasaneyī Saṃhitā nello Śukla Yajurveda (Yajurveda)

È da dire che spesso si identifica una singola suddivisione dei Veda con la relativa, o le relative Saṃhitā; per cui si scrive, ad esempio, Ṛgveda per intendere la Ṛgveda Saṃhitā.
Oltre queste, composte approssimativamente nel II millennio a.e.v., esistono numerose altre Saṃhitā composte in epoche successive: ogni scuola o tradizione dell'induismo ha i suoi testi canonici, e fra questi non pochi sono Saṃhitā. Si citano ad esempio la Śiva Saṃhitā e la Gheraṇḍa Saṃhitā, testi fondamentali dello Haṭha Yoga; la Brahma Saṃhitā, testo del corpus del Pāñcarātra, nella tradizione tantrica vishnuita; la Suśruta Saṃhitā, trattato medico facente parte dell'Ayurveda.